# Новошахтинский драматический театр
Новошахтинский драматический театр — театр в городе Новошахтинске (Россия), созданный в 1996 году на базе народного театра; самый молодой профессиональный театр Ростовской области, расположенный на улице Садовая, 31.
Художественный руководитель театра Светлана Сопова.

## История театра
В 1954 г. профессиональным режиссёром Александром Трофимовичем Сутягиным в Новошахтинске был создан Народный театр, на базе которого в 1996 году по решению мэра был создан Новошахтинский драматический театр.
Театральный коллектив заявил себя спектаклем «Голос Америки» по пьесе Б. Лавренева, и занял 1-е место на областном театральном смотре. В 1959 году за спектакль «Машенька» пьесе А. Афиногенова театру (третьему в Ростовской области) было присвоено звание «Народный». Почти четверть века коллективом основатель театра Александр Сутягин.
В 1985 году театр возглавила бывшая воспитанница Александра Трофимовича Сутягина, актриса театра, молодой режиссёр Светлана Сопова.
Новошахтинцы полюбили свой театр, он стал по-настоящему их детищем. В самые трудные годы зал всегда был полон.
В 1992 году было создано товарищество с ограниченной ответственностью «Новошахтинский Народный Драматический театр» (активную помощь в этом преобразовании театру оказали коллективы шахты им. Ленина и «Шахт-Кредобанка»). А уже в 1996 году театр был зарегистрирован как муниципальное учреждение «Новошахтинский муниципальный драматический театр».
В 1997 году администрация Новошахтинска передала театру разрушенное и затопленное здание бывшего кинотеатра «Шахтер» со зрительным залом на 300 мест. Строительство продолжалось 10 лет. Коллективу театра с помощью театралов-энтузиастов, промышленных предприятий и администрации Новошахтинска удалось восстановить здание.
В 2007 г. по инициативе руководителя театра Светланы Соповой и при поддержке губернатора РО Владимира Фёдоровича Чуба, министра культуры РО Светланы Ивановны Васильевой, председателя правления Ростовского отделения Союза театральных деятелей РФ, Народного артиста СССР Михаила Ильича Бушнова, Новошахтинский муниципальный драматический театр был включен в областной бюджет, и в Ростовской области появился восьмой профессиональный театр.
В 2005—2006 годах из средств областного бюджета на капитальный ремонт театра выделено 10 млн рублей. После капитального ремонта сцены и зрительного зала театр имеет современное освещение, современную механику сцены и современный интерьер зрительного зала.
С апреля 2024 в театре работает Шарифулин Николай Григорьевич — артист драматического театра и кино, поэт, драматург, публицист. Наиболее запоминающаяся роль — Германн в спектакле «Пиковая дама» (реж. М. Ю. Сопова).

## Постановщики НДТ
- Рузанов, Владимир Александрович[3]
- Вытоптов Кирилл Анатольевич
- Древалёв Игорь Владимирович
- Кудрявцев Никита Юрьевич
- Ласточка Игорь Юрьевич
- Лебедев Александр Юрьевич
- Мальцев Станислав Валерьевич
- Невежина Елена Александровна
- Серов Алексей Эдуардович
- Торская Ксения Васильевна
- Хухлин Александр Владиславович
- Черкашин Игорь Анатольевич
- Черкашина Олеся Васильевна
- Шевченко Валерий
- Юмашев Дмитрий Анатольевич
- Вероника Косенкова
- Олег Степанов
- Роман Родницкий
- Леон Мороз

## Композиторы НДТ
- заслуженный деятель искусств России Левин Игорь Маркусович
- заслуженный деятель искусств Украины Михаил МОрдкович
- Волченков Андрей Владимирович
- Шевцов Александр Игоревич